# 서울흑석초등학교
서울흑석초등학교(서울黑石初等學校)는 대한민국 서울특별시 동작구 흑석동에 있는 공립 초등학교이다.

## 학교 연혁
- 1968.05.20 서울명수대국민학교 설립인가
- 1968.05.20 초대교장 이한표 교장 선생님 취임
- 1975.12.21 서울흑석국민학교 교명변경
- 1972.02.09 제1회 졸업식(졸업생 538명)
- 1996.03.01 서울흑석초등학교 개칭인가
- 2003.07.17 정보센터(3층) 신축
- 2014.03.01 제15대 김은실 교장선생님 취임
- 2015.11.30 옥외화장실 리모델링, 학교운동장 친환경 마사토 교체 공사
- 2017.02.17 제46회 졸업식(졸업생 103명, 누계 14,736명)
- 2017.03.01 2017학년도 학급편성(27학급, 특수학급 2학급 포함)
- 2028.05.20 개교 60주년

## 참고 자료
- 서울흑석초등학교 - 한국교육학술정보원 학교알리미